# Faculté des arts et des sciences de Harvard
La faculté des arts et des sciences de Harvard (FAS) (en anglais : Harvard Faculty of Arts and Sciences) est une faculté de l'université Harvard, à Cambridge, dans l'État du Massachusetts.
La biologiste Hopi Hoekstra en est la doyenne depuis 2023.

## Histoire
Alors que le Harvard College fait remonter ses origines à 1636, la faculté des arts et des sciences n'a vu le jour qu'à la fin du XIXe siècle. De 1820 à 1872, l'université Harvard comprenait un collège et trois écoles professionnelles, en droit, médecine et théologie. Les conseils d'administration ont créé un département d'études supérieures en 1872 pour les candidats aux diplômes de maîtrise ès arts et ès sciences, de doctorat en philosophie set en sciences. En 1890, les conseils d'établissement ont fusionné les facultés distinctes de la Lawrence Scientific School et du Collège en une seule faculté des arts et des sciences. Le département des études supérieures est devenu quant à lui la faculté des arts et des sciences.
La Lawrence Scientific School a ouvert ses portes en 1847 et a marqué le premier effort majeur de Harvard pour offrir un programme formel en sciences et en ingénierie. En 1948, l'École fusionne avec le Département des sciences de l'ingénieur et de physique appliquée du FAS pour former la Division de l'ingénierie et des sciences appliquées. En 2007, la Division de l'ingénierie et des sciences appliquées est officiellement devenue l'École d'ingénierie et des sciences appliquées. Le 3 juin 2015, la School of Engineering and Applied Sciences est renommée Harvard John A. Paulson School of Engineering and Applied Sciences, à la suite d'un don de 400 millions de dollars de John Paulson, un ancien élève de la Harvard Business School.
En 2023, à la suite d'un don sans restriction de 300 millions de dollars du gestionnaire de fonds spéculatifs Kenneth Griffin, la Graduate School of Arts and Sciences est renommée Kenneth C. Griffin Graduate School of Arts and Science (GSAS),.

## Organisation
En 2019, la FAS comptait 1 221 enseignants dans trente départements universitaires des arts et des sciences humaines, sciences sociales, sciences naturelles, sciences et sciences de l’ingénieur et sciences appliquées, et environ 6 800 étudiants de premier cycle (Harvard College) et 4 500 étudiants diplômés (Kenneth C. Griffin Graduate School of Arts and Science). En outre, la faculté accueille environ 4 000 étudiants en formation continue et plus de 30 000 étudiants dans ses cours annuels à inscription ouverte.

## Composantes de la faculté
1. Harvard College (créé en 1636)
2. Kenneth C. Griffin Graduate School of Arts and Science (GSAS) (créée en 1872)
3. École d'ingénierie et de sciences appliquées John A. Paulson (SEAS) (créée en 1847)
4. Division de la formation continue (DCE) (créée en 1871)[8]